# Katowice Janów
Katowice Janów – posterunek odstępowy i bocznicowy szlakowy (dawniej stacja towarowa) w Katowicach, na obszarze dzielnicy Janów-Nikiszowiec, na wysokości 288 m n.p.m. Został on oddany do użytku w 1868 roku wraz z budową odcinka linii Kolei Prawego Brzegu Odry.

## Historia

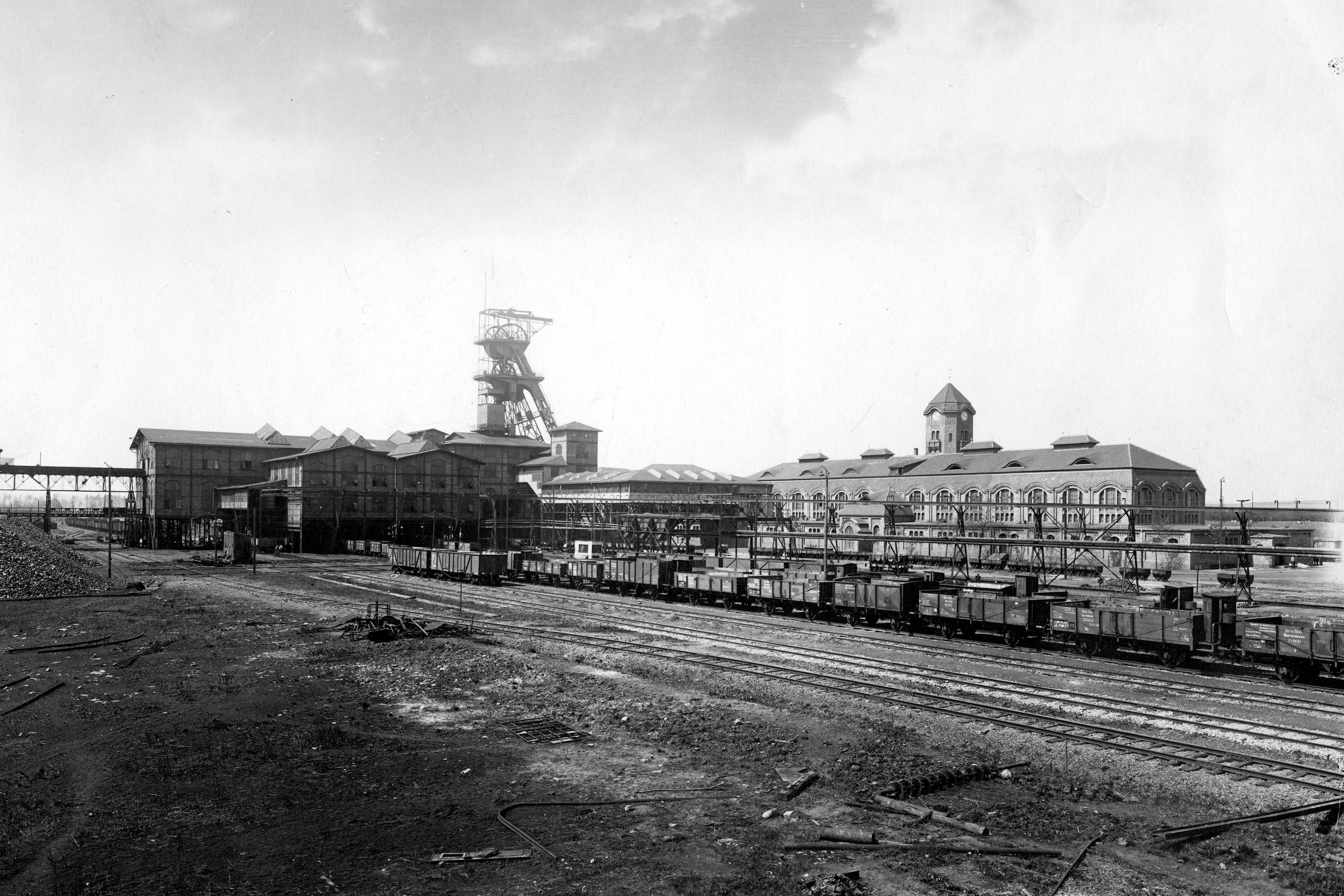
Kopalnia „Giesche” („Wieczorek”) w latach 30. XX wieku w pobliżu obecnego posterunku Katowice Janów

Obecny posterunek Katowice Janów powstał na trasie Kolei Prawego Brzegu Odry – obecnie fragment tej trasy stanowi linia kolejowa nr 657. Spółka ta budowała z Wrocławia linię kolejową w kierunku Górnego Śląska od strony północnej (przez Kluczbork, Tarnowskie Góry i Bytom). Linia ta powstawała etapami – od strony Chorzowa (Starego) do Janowa i dalej w kierunku Muchowca otwarto 15 listopada 1868 roku. Według rozkładu jazdy z 1883 roku, linią biegnącą przez stację przejeżdżały pociągi pasażerskie pomiędzy Wrocławiem a Dziedzicami, lecz nie zatrzymywały się one w Janowie. Ruch pasażerski na odcinku biegnącym przez Janów zakończono w 1884 roku.
Pociągi pasażerskie powróciły do Janowa w połowie lat 40. XX wieku. Wówczas to według rozkładu jazdy na lato 1946 i zimę 1946/1947 roku kursowały tu pociągi relacji Katowice – Oświęcim przez Katowice Ligotę, Ochojec, Janów i Mysłowice. Według rozkładu jazdy na lato 1947 roku pociągi Katowice – Oświęcim już omijały Janów, kursując przez Szopienice Południowe. 
Równolegle do dawnej trasy Kolei Prawoodrzańskiej, 27 września 1953 roku oddano do użytku zelektryfikowaną linię towarową łączącą posterunek Dorota w Dąbrowie Górniczej z posterunkiem Panewnik przez Muchowiec – obecna linia kolejowa nr 171 oraz w 1960 roku linię łączącą Mysłowice z Murckami – obecna linia kolejowa nr 655. Wszystkie trzy przechodzące przez Katowice Janów linie zelektryfikowano 30 maja 1970 roku.

## Infrastruktura
Katowice Janów jest punktem zarządzanym przez PKP Polskie Linie Kolejowe. Dla linii kolejowej nr 171 stanowi on posterunek odstępowy w kilometrze osi 32,496, natomiast dla linii nr 655 i 657 jest to posterunek bocznicowy szlakowy (odpowiednio km osi 4,347 i 4,447). Ruch pociągów jest prowadzony przez nastawnię KJw, która posiada urządzenia przekaźnikowe z sygnalizacją świetlną.